# FK Famos Hrasnica
FK Famos je bosanskohercegovački nogometni klub iz Hrasnice kod Sarajeva, BiH.

## Povijest
Klub je osnovan 1953. godine kao FK Radnik, a od 1959. nosi današnje ime FK Famos. 
U razdoblju od 1962. do 1964. vodio ga je hrvatski trener Marcel Žigante i odveo ga iz zonske u drugu saveznu ligu. Klub se 2011. godine fuzionirao s tadašnjim prvoligašem SAŠK Napretkom u FK Famos SAŠK Napredak te se nastavlja natjecati u prvoj federalnoj ligi. U istoj sezoni klub ispada u Drugu ligu FBiH – Centar, iako je SAŠK Napredak igrao Prvu ligu od njenog osnutka.
Najveći uspjeh bio je plasman u polufinale Kupa Jugoslavije u sezoni 1975./76.